# 斗战翼龙属
斗战翼龙属（意為「鬥戰勝佛之翼」）为一类生存于晚侏罗纪的翼龙，发现于中国辽宁髫髻山層。目前该属下仅发现一个种，为郑氏斗战翼龙（D. zhengi），于2017年命名。